# Melle Meulensteen
Melle Meulensteen (Nimega, 4 luglio 1999) è un calciatore olandese, centrocampista del Go Ahead Eagles.

## Biografia
È il figlio dell'allenatore René Meulensteen.

## Carriera
Cresciuto nei settori giovanili di Manchester Utd e Preston N.E., il 23 gennaio 2018 viene tesserato dall'RKC Waalwijk. La stagione seguente conquista la promozione in Eredivisie confermandosi titolare anche nella massima serie olandese negli anni a seguire.
Nell’estate del 2022 passa al Vitesse con cui mette insieme complessivamente 62 presenze e due gol in due stagioni.
Il 25 luglio 2024, dopo la retrocessione del club di Arnhem, si trasferisce alla Sampdoria, in Serie B, con cui firma un contratto triennale. Il 20 ottobre, alla terza presenza in campionato con i blucerchiati segna i suoi primi gol, realizzando una doppietta nel successo per 5-3 in casa del Cesena. 
Dopo un solo anno in Italia, torna nei Paesi Bassi venendo acquistato a titolo definitivo dal Go Ahead Eagles per 400 mila euro.

## Statistiche

### Presenze e reti nei club
Statistiche aggiornate al 5 agosto 2025.
| Stagione            | Squadra             | Campionato          | Campionato | Campionato | Coppe nazionali | Coppe nazionali | Coppe nazionali | Coppe europee | Coppe europee | Coppe europee | Altre coppe | Altre coppe | Altre coppe | Totale | Totale |
| Stagione            | Squadra             | Comp                | Pres       | Reti       | Comp            | Pres            | Reti            | Comp          | Pres          | Reti          | Comp        | Pres        | Reti        | Pres   | Reti   |
| ------------------- | ------------------- | ------------------- | ---------- | ---------- | --------------- | --------------- | --------------- | ------------- | ------------- | ------------- | ----------- | ----------- | ----------- | ------ | ------ |
| 2017-2018           | RKC Waalwijk        | EED                 | 9          | 0          | CO              | -               | -               | -             | -             | -             | -           | -           | -           | 9      | 0      |
| 2018-2019           | RKC Waalwijk        | EED                 | 29+5       | 1          | CO              | 1               | 0               | -             | -             | -             | -           | -           | -           | 35     | 1      |
| 2019-2020           | RKC Waalwijk        | ED                  | 14         | 3          | CO              | 1               | 0               | -             | -             | -             | -           | -           | -           | 15     | 3      |
| 2020-2021           | RKC Waalwijk        | ED                  | 33         | 0          | CO              | 1               | 0               | -             | -             | -             | -           | -           | -           | 34     | 0      |
| 2021-2022           | RKC Waalwijk        | ED                  | 33         | 2          | CO              | 4               | 0               | -             | -             | -             | -           | -           | -           | 37     | 2      |
| Totale RKC Waalwijk | Totale RKC Waalwijk | Totale RKC Waalwijk | 118+5      | 6          |                 | 7               | 0               |               | -             | -             |             | -           | -           | 130    | 6      |
| 2022-2023           | Vitesse             | ED                  | 32         | 1          | CO              | 1               | 0               | -             | -             | -             | -           | -           | -           | 33     | 1      |
| 2023-2024           | Vitesse             | ED                  | 27         | 1          | CO              | 2               | 0               | -             | -             | -             | -           | -           | -           | 29     | 1      |
| Totale Vitesse      | Totale Vitesse      | Totale Vitesse      | 59         | 2          |                 | 3               | 0               |               | -             | -             |             | -           | -           | 62     | 2      |
| 2024-2025           | Sampdoria           | B                   | 25+2       | 3+1        | CI              | 3               | 0               | -             | -             | -             | -           | -           | -           | 30     | 4      |
| 2025-2026           | Go Ahead Eagles     | ED                  | -          | -          | KB              | -               | -               | UEL           | -             | -             | SO          | -           | -           | -      | -      |
| Totale carriera     | Totale carriera     | Totale carriera     | 202+7      | 12         |                 | 13              | 0               |               | -             | -             |             | -           | -           | 222    | 12     |